# Ласкано, Хайме
Ха́йме Ласка́но Эскола́ (исп. Jaime Lazcano Escolá; 30 декабря 1909, Памплона — 1 июня 1983, Мадрид) — испанский футболист, полузащитник. Автор первого гола мадридского «Реала» в чемпионатах Испании. Один из немногих футболистов в истории мадридского «Реала», дважды забивавший по 3 мяча в ворота «Барселоны» (30 марта 1930 года и 3 февраля 1935 года).

## Биография
Хайме Ласкано родился 30 декабря 1909 в Памплоне, что в провинции Наварра. Там же он начал играть за местный клуб «Осасуна». В 1928 году Ласкано был продан в мадридский клуб «Реал» за 6000 песет.
Свой дебютный матч за «Реал» Ласкано провёл 10 февраля 1929 года, эта игра стала первой, сыгранной «Реалом» в только что образованном чемпионате Испании, «Реалу» противостоял клуб «Европа» из Барселоны, но «Королевский клуб» был сильнее, победив 5:0, четыре мяча из пяти забил Ласкано, что до сих пор является рекордом: Ласкано — единственный футболист «Реала», забивший в дебютном матче за команду 4 мяча. Также это в целом был первый хет-трик в истории чемпионатов Испании по футболу. Ласкано провёл за «Реал» ещё 6 сезонов, выиграв с клубом 2 чемпионата и Кубок Испании. В 1935 году Ласкано перешёл в «Атлетико Мадрид», но карьере в новом клубе помешала гражданская война, вспыхнувшая в 1936-м.
В сборной Испании Ласкано дебютировал 17 марта 1929 года в игре со сборной Португалии. Всего за национальную команду Ласкано провёл 5 игр.

## Достижения
- Чемпион Испании: 1932, 1933
- Обладатель Кубка Короля: 1934